# American Boogeyman – Faszination des Bösen
American Boogeyman – Faszination des Bösen (Originaltitel: Ted Bundy: American Boogeyman) ist ein US-amerikanischer Kriminalfilm von Daniel Farrands aus dem Jahr 2021. Drehbuch und Regie stammen ebenfalls von Farrands, die Hauptrolle spielt Chad Michael Murray als Ted Bundy.

## Handlung
Ted Bundy nutzt seinen Charme und sein Äußeres aus, um bei Frauen in Utah seine Fantasien auszuleben. Er vergewaltigt, verschleppt, foltert und anschließend ermordet mindestens 30 Frauen im gesamten Staatsgebiet, was es der lokal ermittelnden Polizei jahrelang erschwert, Bundy zu fassen. McChesney und Ressler erkennen Zusammenhänge bei den Taten und nehmen ihre Ermittlungen auf.

## Synchronisation
| Darsteller          | Deutscher Sprecher    | Rolle              |
| ------------------- | --------------------- | ------------------ |
| Chad Michael Murray | Johannes Raspe        | Ted Bundy          |
| Olivia DeLaurentis  | Helen Malin Blaschke  | Carol DaRonch      |
| Greer Grammer       | Daniela Molina        | Cheryl Thomas      |
| Alice Prime         | Maria Jany            | Dottie             |
| Asante Jones        | Peter Sura            | Dr. Richmore       |
| Anthony De Longis   | Sven Brieger          | Herb Swindley      |
| Gianna Adams        | Peggy Pollow          | Jill Johnson       |
| Marietta Melrose    | Christina Ann Zalamea | Karen              |
| Holland Roden       | Gabrielle Pietermann  | Kathleen McChesney |
| Alexandra Scott     | Özge Kayalar          | Lisa               |
| Leslie Stratton     | Julia Bautz           | Margaret           |
| Julianne Collins    | Isabella Vinet        | Melissa Smith      |
| Lin Shaye           | Marion Hartmann       | Mrs. Bundy         |
| Jake Hays           | Jan Makino            | Robert Ressler     |
| Sky Liam Payson     | Sebastian Kluckert    | Shane Swindley     |

## Veröffentlichung
Der Film wurde von Fathom Events als One-Night-Show in die Kinos gebracht. Redbox veröffentlichte den Film am 3. September 2021 auf DVD.

## Rezeption
Der Film erhielt überwiegend negative Kritiken. Auf der Bewertungs-Website Rotten Tomatoes gab keiner der verzeichneten neun Kritiker ein positives Votum ab. Die durchschnittliche Bewertung liegt bei 3/10.